# Liste der Naturdenkmale in Bendorf
Die Liste der Naturdenkmale in Bendorf nennt die im Gemeindegebiet von Bendorf ausgewiesenen Naturdenkmale (Stand 2. Mai 2024).

## Ehemalige Naturdenkmale
| Nr.         | Bezeichnung                   | Lage                                                         | Beschreibung                                                                  | Bild                                    |
| ----------- | ----------------------------- | ------------------------------------------------------------ | ----------------------------------------------------------------------------- | --------------------------------------- |
| ND-7137-385 | Vier türkische Haselnussbäume | Bendorf, Im Stadtpark, bei Nr. 1 Lage                        | Corylus maxima, vier Bäume; Rechtsverordnung am 16. September 2013 aufgehoben | Direkt Bild zu diesem Denkmal hochladen |
|             | Vier starke Eichen            | Sayn, nördlich des Ortes im Sayntal (bei Im Sayntal 35) Lage | Quercus sp., vier Bäume; Rechtsverordnung aufgehoben                          | Direkt Bild zu diesem Denkmal hochladen |
|             | Eine starke Eiche             | Sayn, nördlich des Ortes im Sayntal Lage                     | Quercus sp.; Rechtsverordnung aufgehoben                                      | Direkt Bild zu diesem Denkmal hochladen |
|             | Eine starke Buche             | Bendorf, östlich der Stadt; Abteilung Im Schafstall Lage     | Fagus sylvatica; Rechtsverordnung aufgehoben                                  | Direkt Bild zu diesem Denkmal hochladen |
|             | Eine starke Buche             | Bendorf, östlich der Stadt; Abteilung Am Sauwasen Lage       | Fagus sylvatica; Rechtsverordnung aufgehoben                                  | Direkt Bild zu diesem Denkmal hochladen |
|             | Femelinde                     | Bendorf, südöstlich der Stadt an der K 80 Lage               | Tilia sp.; Rechtsverordnung aufgehoben                                        | Direkt Bild zu diesem Denkmal hochladen |
|             | Alte Eiche                    | Sayn, östlich des Ortes; Abteilung Klosterwäldchen Lage      | Quercus sp.; Rechtsverordnung aufgehoben                                      | Direkt Bild zu diesem Denkmal hochladen |
|             | Maulbeerbaum                  | Bendorf, Im Stadtpark Lage                                   | Morus sp.; Rechtsverordnung aufgehoben                                        | Direkt Bild zu diesem Denkmal hochladen |
|             | Wellingtonie                  | Bendorf, Im Stadtpark Lage                                   | Sequoiadendron giganteum; Rechtsverordnung aufgehoben                         | Direkt Bild zu diesem Denkmal hochladen |